# Krasznogorszkojei járás (Altaji határterület)
A Krasznogorszkojei járás (oroszul Красногорский район) Oroszország egyik járása az Altaji határterületen. Székhelye Krasznogorszkoje.

A Krasznogorszkojei járás az Altaji határterületen

## Népesség
- 1989-ben 20 255 lakosa volt.
- 2002-ben 19 036 lakosa volt, melyből 17 880 orosz, 348 kumundi, 307 német, 144 ukrán, 74 fehérorosz, 72 tatár, 41 altaj, 26 örmény stb.
- 2010-ben 16 228 lakosa volt.